# Julio Cascante
Julio César Cascante Solórzano (ur. 3 października 1993 w Limón) – kostarykański piłkarz występujący na pozycji środkowego obrońcy, reprezentant Kostaryki, od 2021 roku zawodnik amerykańskiego Austin FC.